# Orcadas-Station
Koordinaten: 60° 44′ 16,7″ S, 44° 44′ 16,4″ W

Karte von Laurie Island mit Lage der Orcadas-Station (englisch)

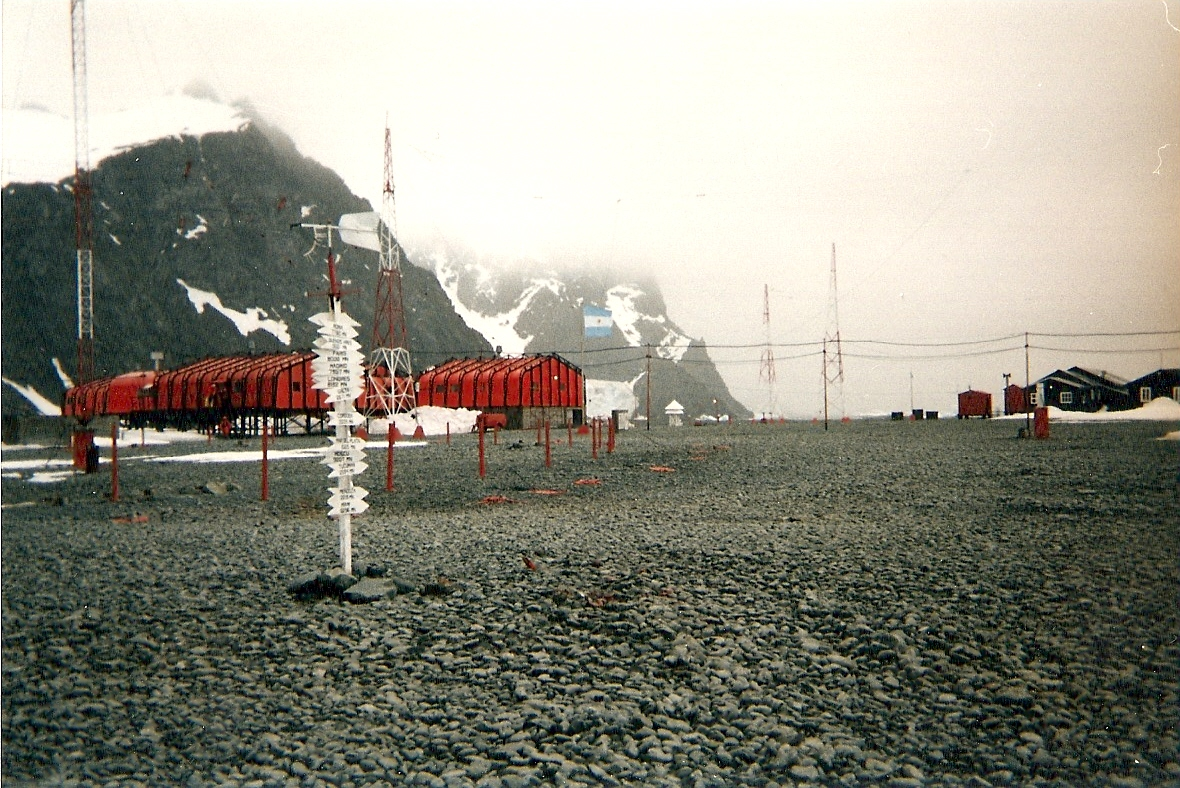
Die Orcadas-Station im Dezember 1996

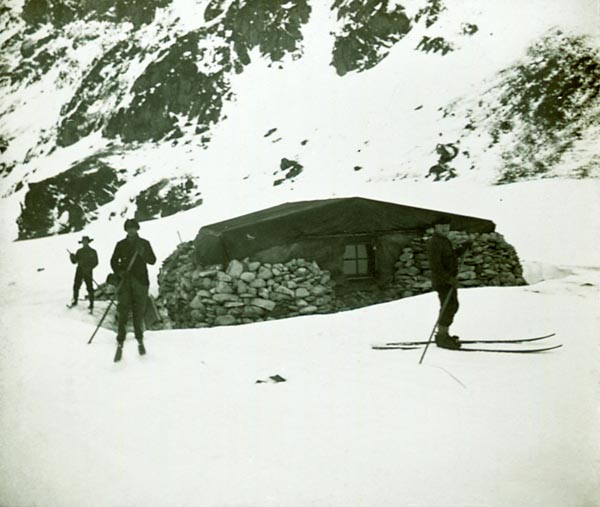
Omond House (1903)

Die Orcadas-Station (spanisch Base Orcadas) ist eine argentinische Forschungsstation in der Antarktis. Sie befindet sich auf dem Ibarguren-Isthmus von Laurie Island im Archipel der Südlichen Orkneyinseln. Vom nächstgelegenen Hafen Ushuaia auf Feuerland trennen sie 1501 km; die nächstgelegene Antarktis-Station ist die britische Signy-Station in 51 km Entfernung.

## Geschichte
Anfang des 20. Jahrhunderts brach die Scottish National Antarctic Expedition unter der Leitung von William Speirs Bruce auf, um in die Wedellsee vorzudringen. Als dieses Unternehmen scheiterte, widmete sie sich der Erkundung der Südorkney-Inseln. Basis für ihre Erkundungsfahrten bildete eine 1903 errichtete Steinhütte auf Laurie Island. Die Hütte wurde im Jahr 1904 an argentinische Forscher übergeben, die sie seither unter dem Namen Orcadas betreiben. Bis 1927 gab es keinen argentinischen Stationsleiter. Diese stammten aus Skandinavien, England, Deutschland oder Russland. Am 25. September 1905 starb hier der deutsche Stationsleiter Otto Diebel (1858–1905).
Seit dem 22. Februar 1904 ist die Station ununterbrochen bewohnt und ist damit die älteste ständig bewohnte Station in der Antarktis. Orcadas ist zudem die erste permanente Station, die im System des Antarktisvertrags erwähnt wurde und heute eine von sechs argentinischen Antarktisstationen. Auf Orcadas wurde 1927 die erste Funkstation in der Antarktis in Betrieb genommen.

## Infrastruktur
Orcadas liegt auf einer Höhe von vier Metern über dem Meeresspiegel auf steinigem Untergrund und ist 170 Meter von der Küste entfernt. Die Station beherbergt in insgesamt 11 Gebäuden im Sommer bis zu 45, im Winter durchschnittlich 14 Personen.
Die Gesamtfläche der Station umfasst 4800 m², die Fläche in den Gebäuden 2101 m², von denen 423 m² für die Unterkunft der Bewohner gedacht sind. Pro Jahr verbraucht die Station 192.000 Liter Treibstoff, der auch der Stromerzeugung mit vier Generatoren dient; der Gesamtwasserverbrauch liegt bei 1,08 Mio. Litern, wobei das Wasser aus dem Einschmelzen von Eis gewonnen wird und das Abwasser ins Meer geleitet wird. Ein Arzt ist vor Ort, dem 20 m² Fläche mit vier Betten zur Versorgung von Patienten zur Verfügung stehen.
Zwei Schiffslieferungen pro Jahr dienen der Sicherung der Versorgung der Station, außerdem ist die Station zwischen November und März auch per Flugzeug erreichbar.
Die Forschungsschwerpunkte auf Orcadas sind Glaziologie, Seismologie und Meteorologie.

## Denkmalschutz
Die ältesten Gebäude der Station, das „Omond House“ von 1903, das 1905 errichtete argentinische magnetische Observatorium „Moneta House“ und eine argentinische meteorologische Hütte, stehen heute nebst einem  Friedhof mit zwölf Gräbern, von denen das älteste aus dem Jahre 1903 stammt, als historische Stätte HSM-42 unter dem Schutz des Antarktisvertrags.